# Baisingen
Baisingen est un village incorporé en 1972 à la ville de Rottenburg am Neckar, situé en République fédérale d'Allemagne dans le Land du Bade-Wurtemberg, dans l'arrondissement de Tübingen.

## Géographie
Baisingen est situé à environ quinze kilomètres à l'ouest de Rottenburg, à huit kilomètres au sud-est de Nagold et à douze kilomètres au nord-est de Horb am Neckar. Son altitude varie de 465 à 532 mètres. Le plateau sur lequel Baisingen est situé s'appelle Strohgäu (de).
Le territoire communal de Baisingen s'étend sur 720 hectares, dont 79,5 % sont consacrés à l'agriculture, 9,3 % à la sylviculture, 10,7 % constituent des zones d'habitations et 0,1 % un plan d'eau.
La Baisinger BierManufaktur est une brasserie située à Baisinger.

### Villes voisines
Dans le sens des aiguilles d'une montre à partir du nord : Mötzingen, Ergenzingen, Göttelfingen et Vollmaringen.

## Population
Au 31 janvier 2008, Baisingen avait une population de 1 277 habitants (densité de population est 177 hab./km2).